# کاخ پیتی

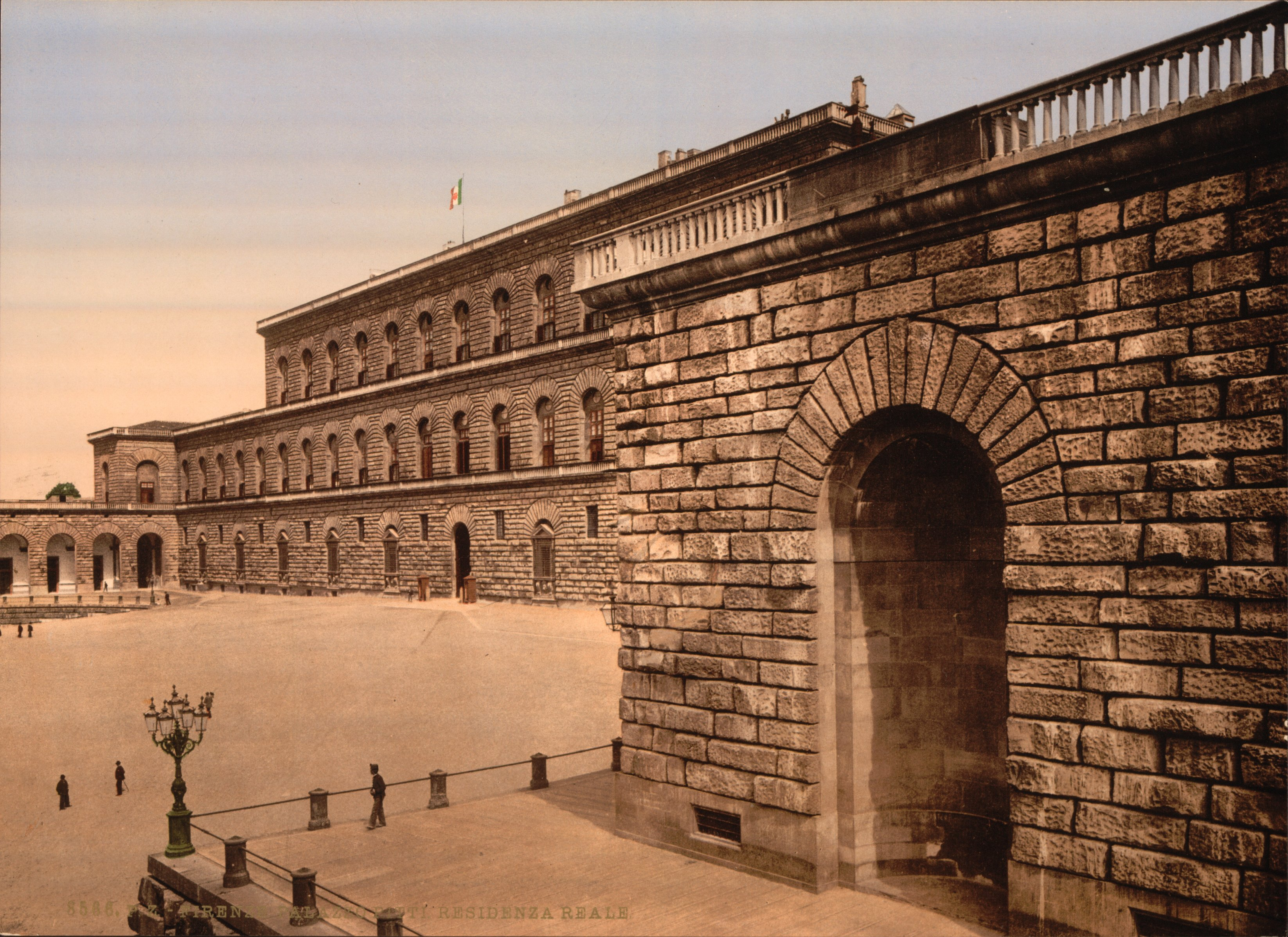

کاخ پیتی (به ایتالیایی: Palazzo Pitti) یک کاخ وسیع متعلق به دوره رنسانس در فلورانس ایتالیا است. این کاخ در سمت جنوبی رود آرنو و به فاصله کمی از پونته وچیو واقع شده است. مرکز این کاخ محل اقامت یک بانک‌دار جاه‌طلب فلورانسی به نام لوکا پیتی بوده‌است.
کاخ پیتی در سال ۱۵۴۹ توسط خاندان مدیچی خریداری شد و تبدیل به محل اصلی اقامت خانواده‌های حاکم در دوک‌نشین بزرگ توسکانی شد. در سال‌های بعد از این کاخ به‌عنوان یک خزانه استفاده شد و لوازم لوکس، نقاشی‌ها و جواهرات بسیاری در این کاخ نگه داشته می‌شد.
در اواخر قرن هجدهم، از این کاخ به‌عنوان پایگاه اصلی ناپلئون بناپارت و پس از آن به‌عنوان یکی از کاخ‌های سلطنتی مورد استفاده قرار گرفت. این کاخ در سال ۱۹۱۹ توسط ویکتور امانوئل سوم به مردم هدیه شد.
کاخ پیتی هم‌اکنون بزرگ‌ترین مجموعه موزه در فلورانس است.

## نگارخانه

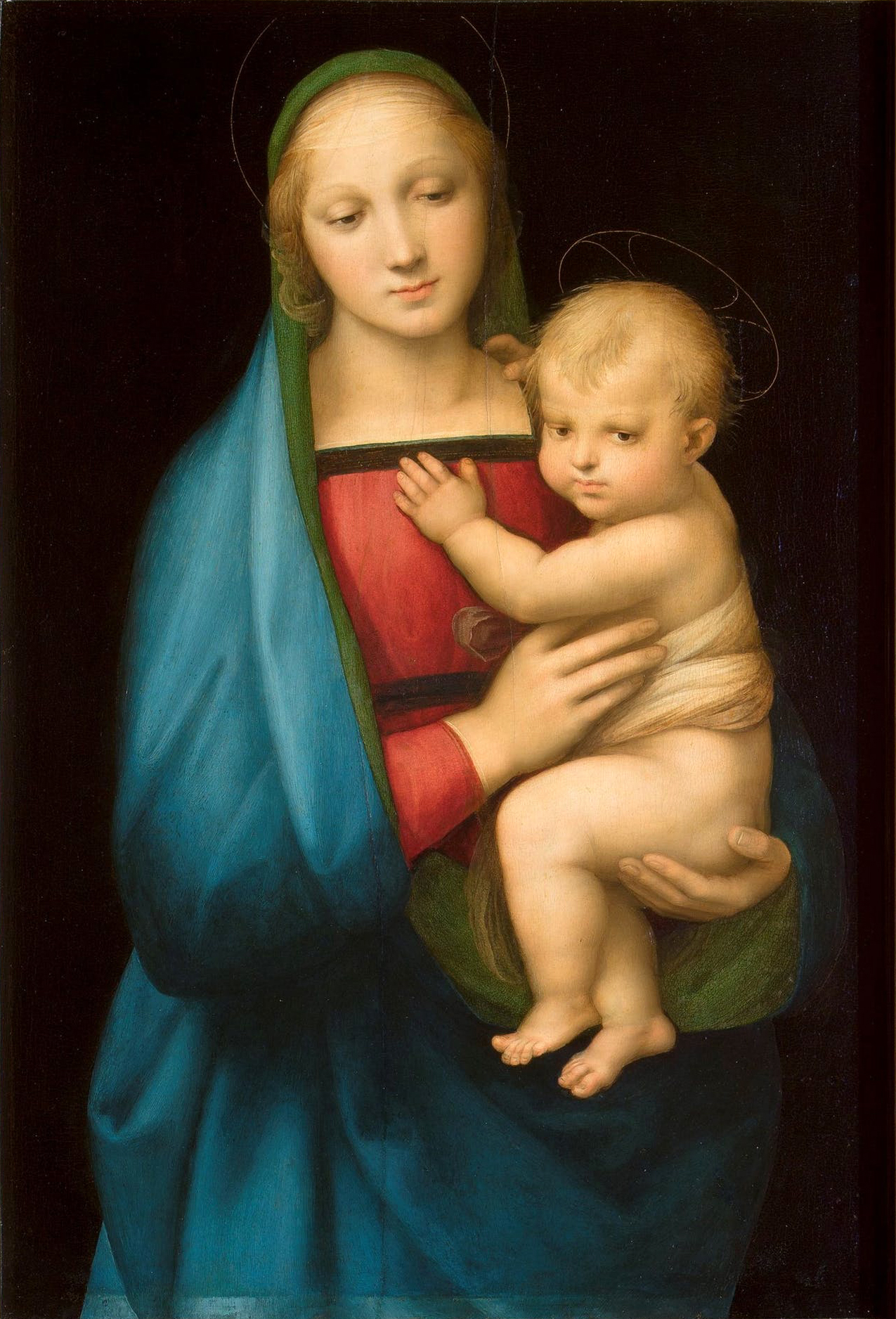
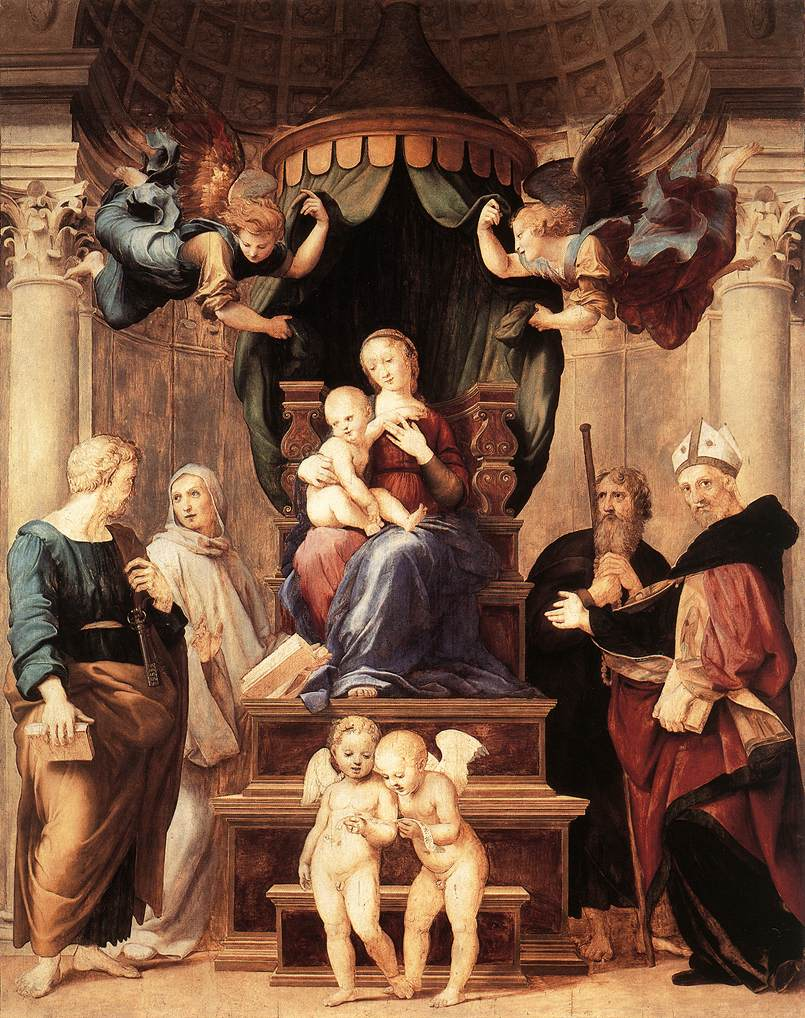
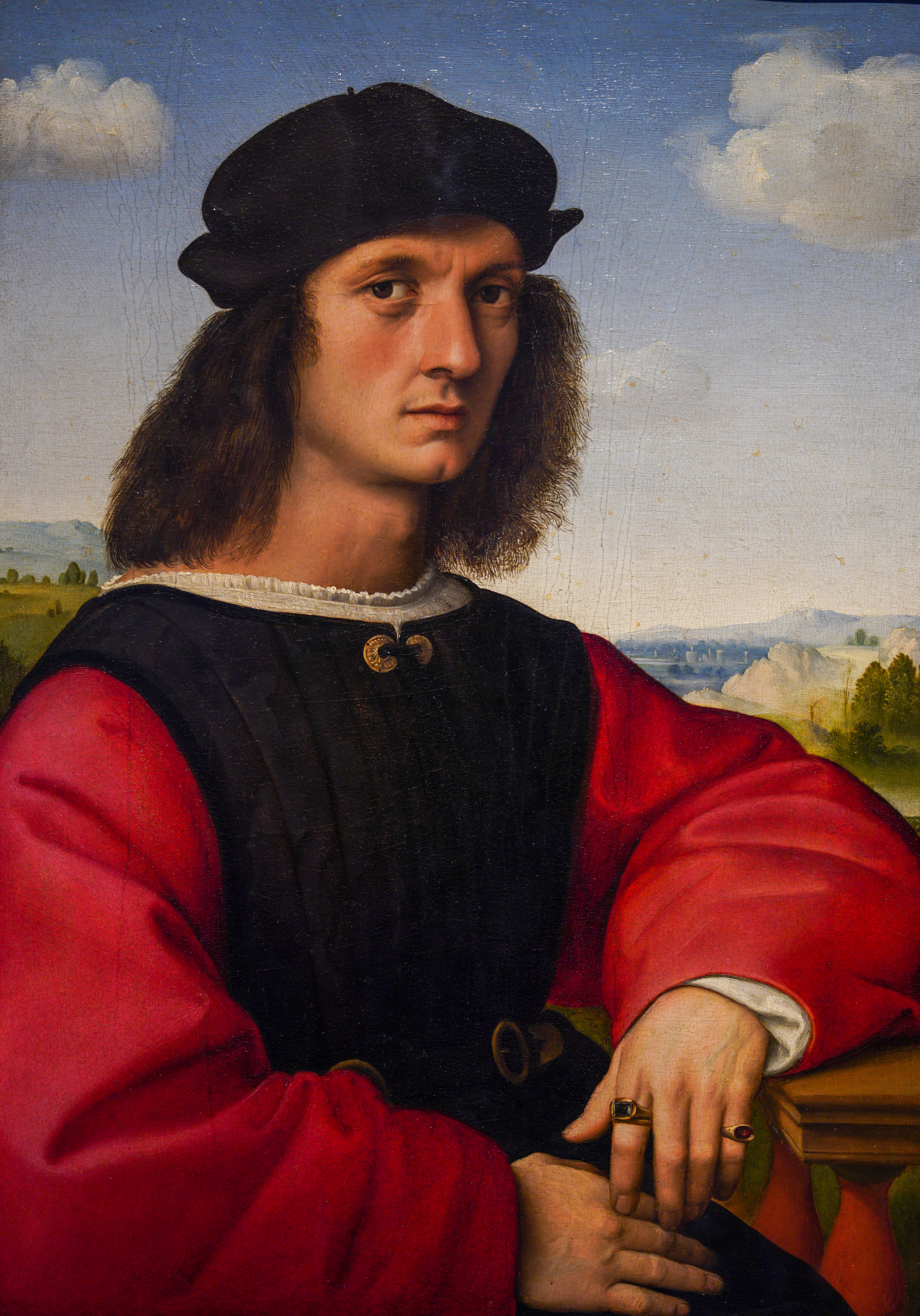
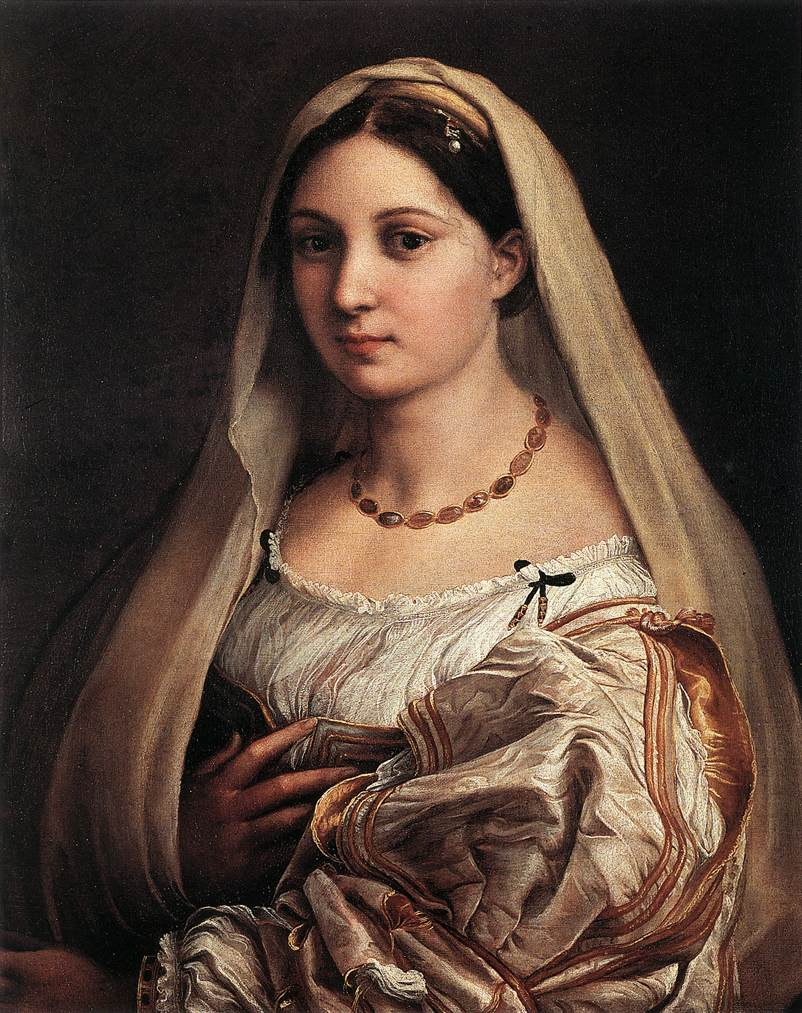
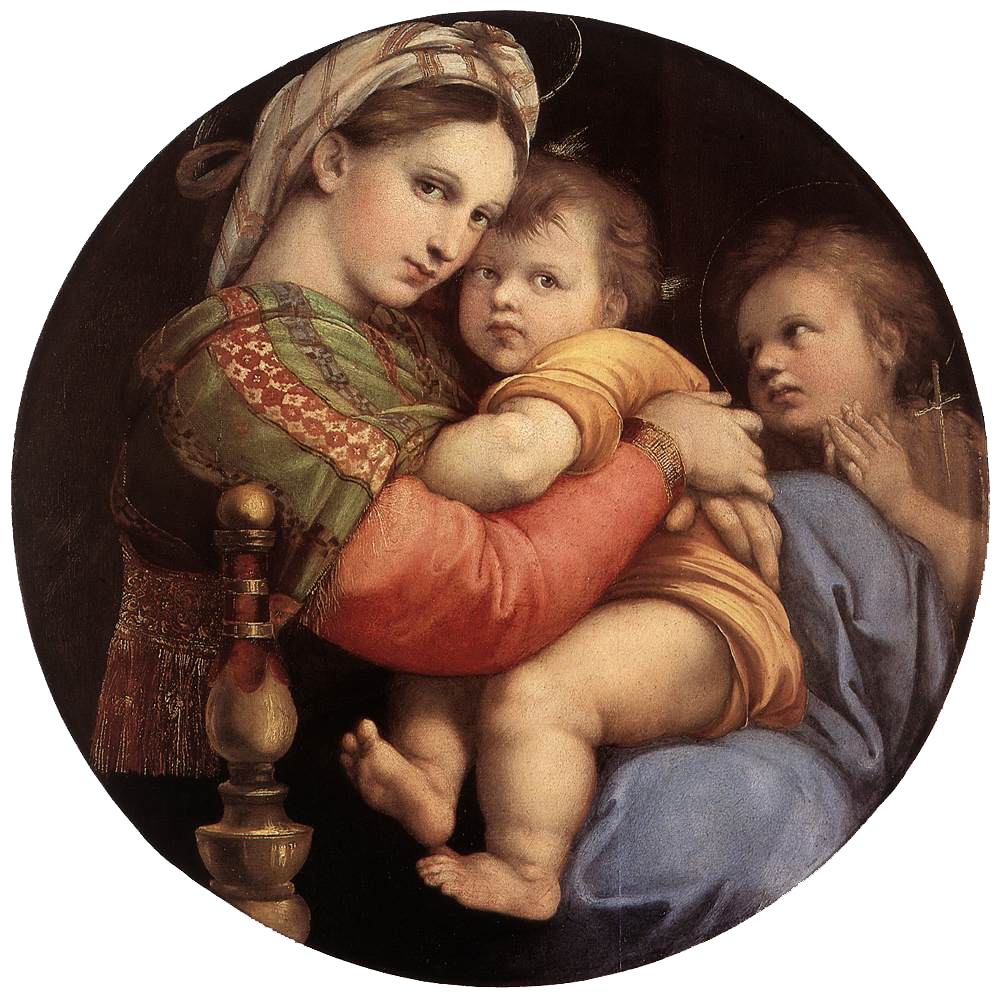
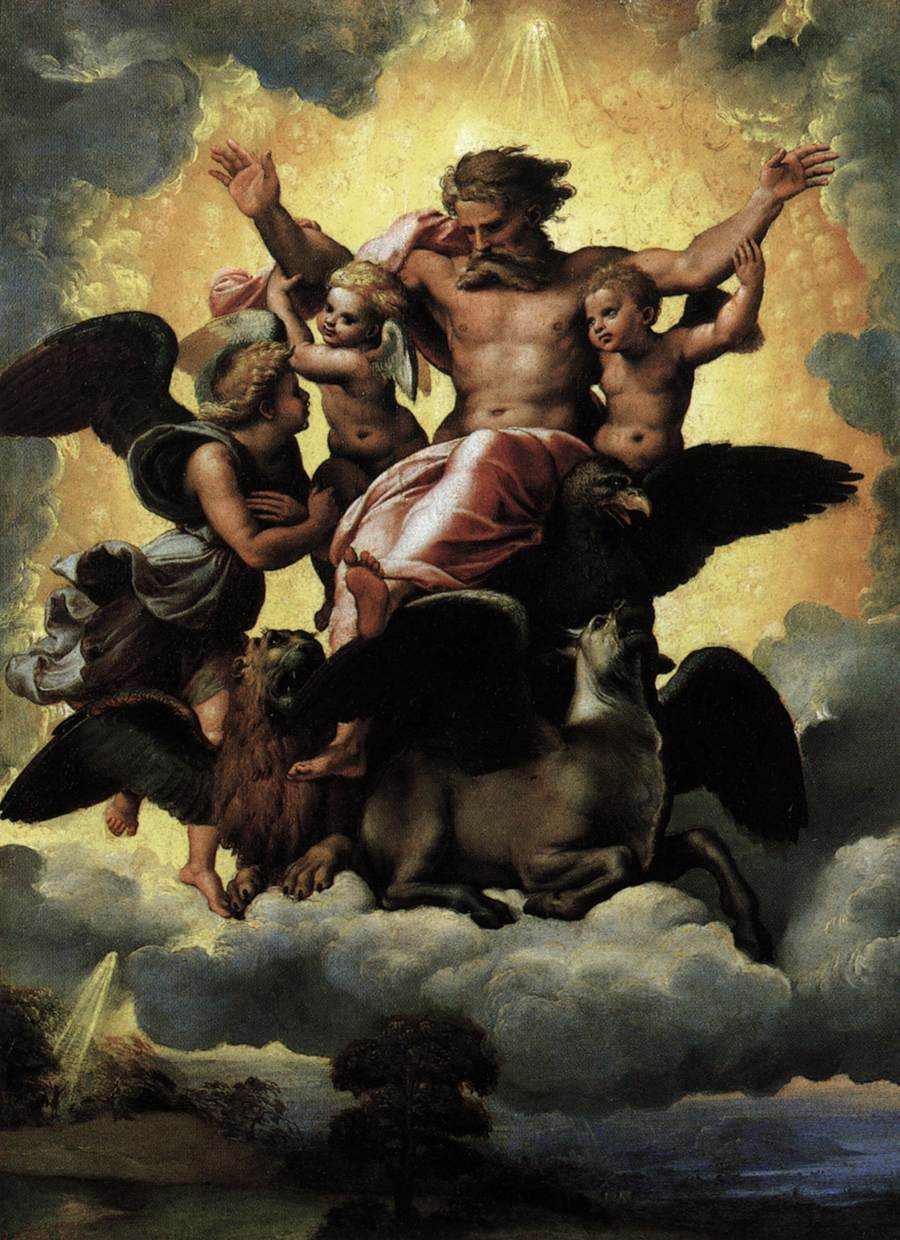
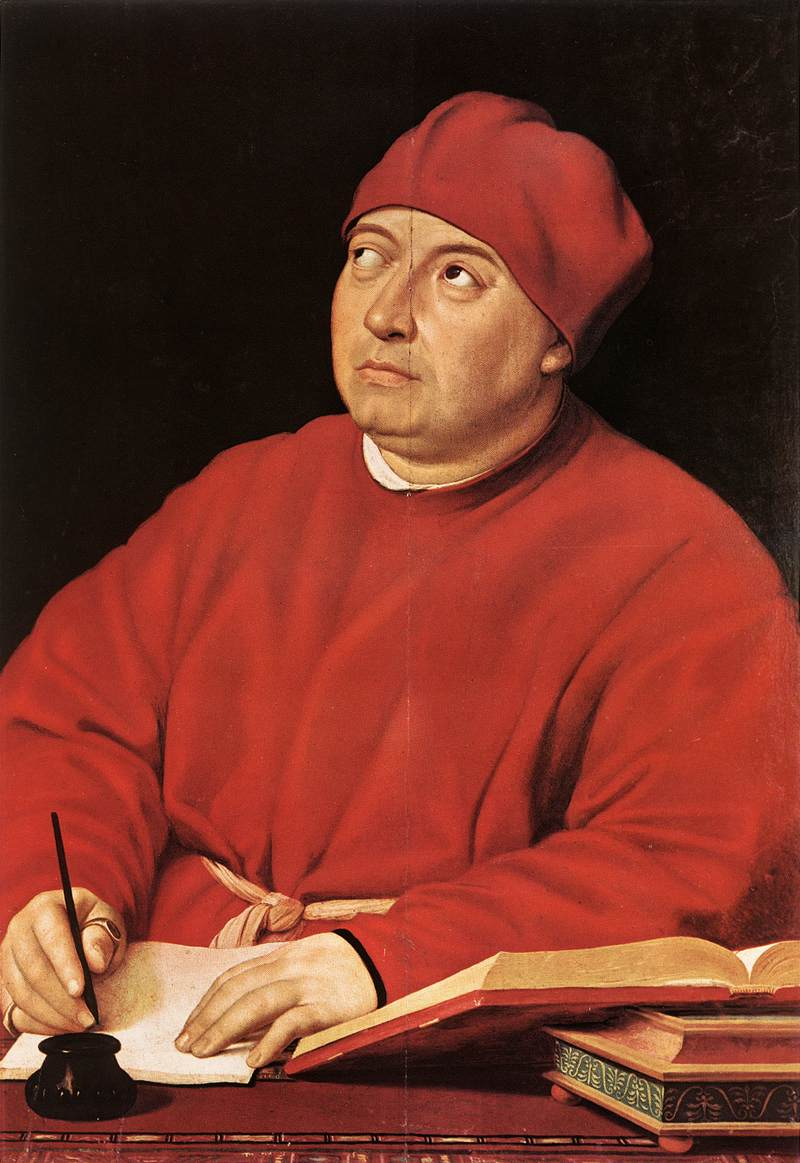
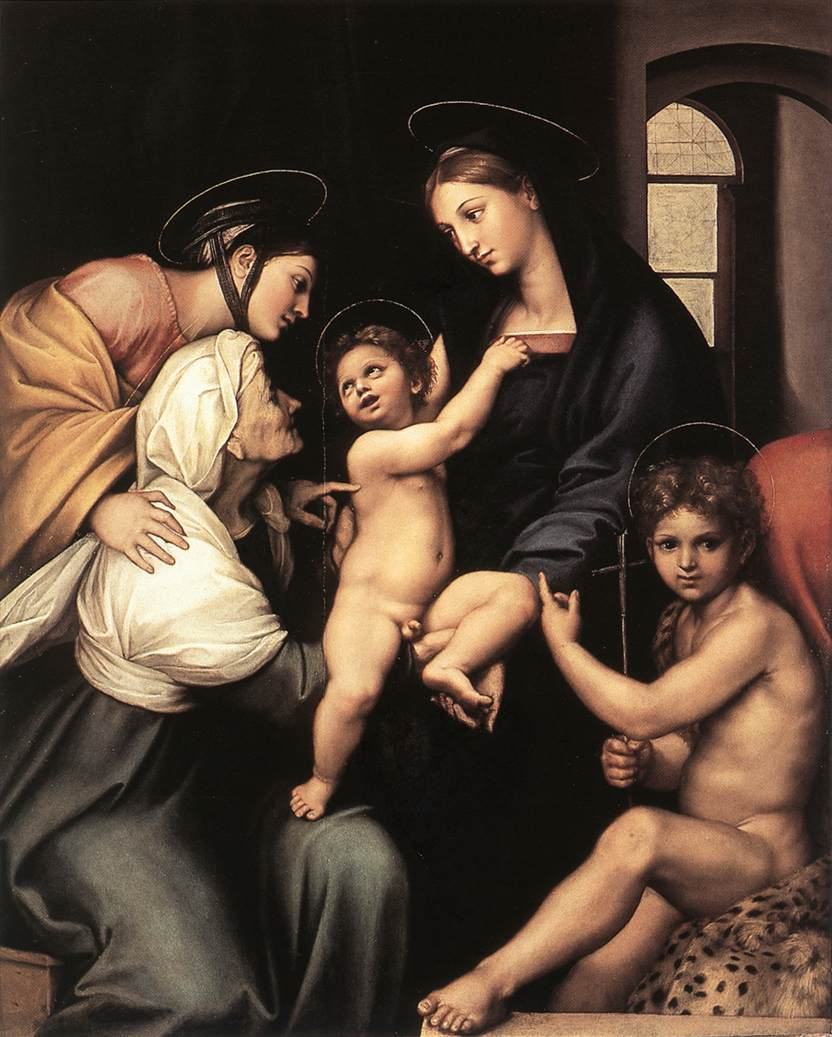
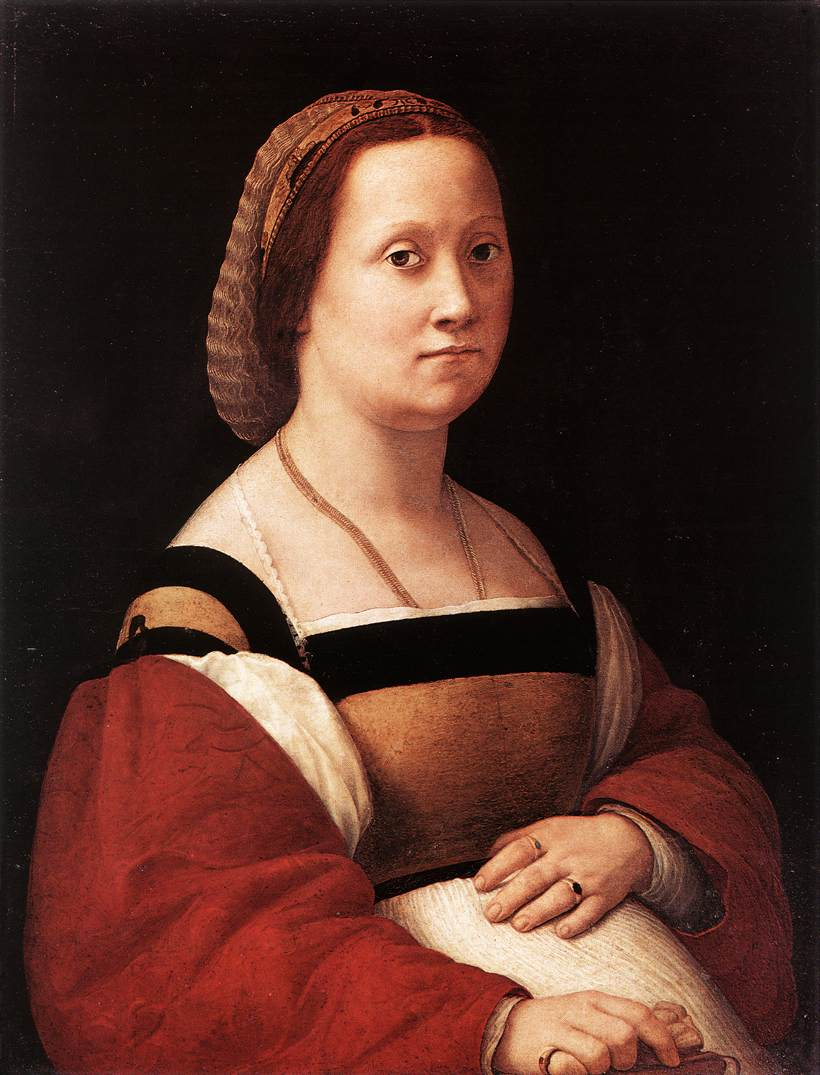
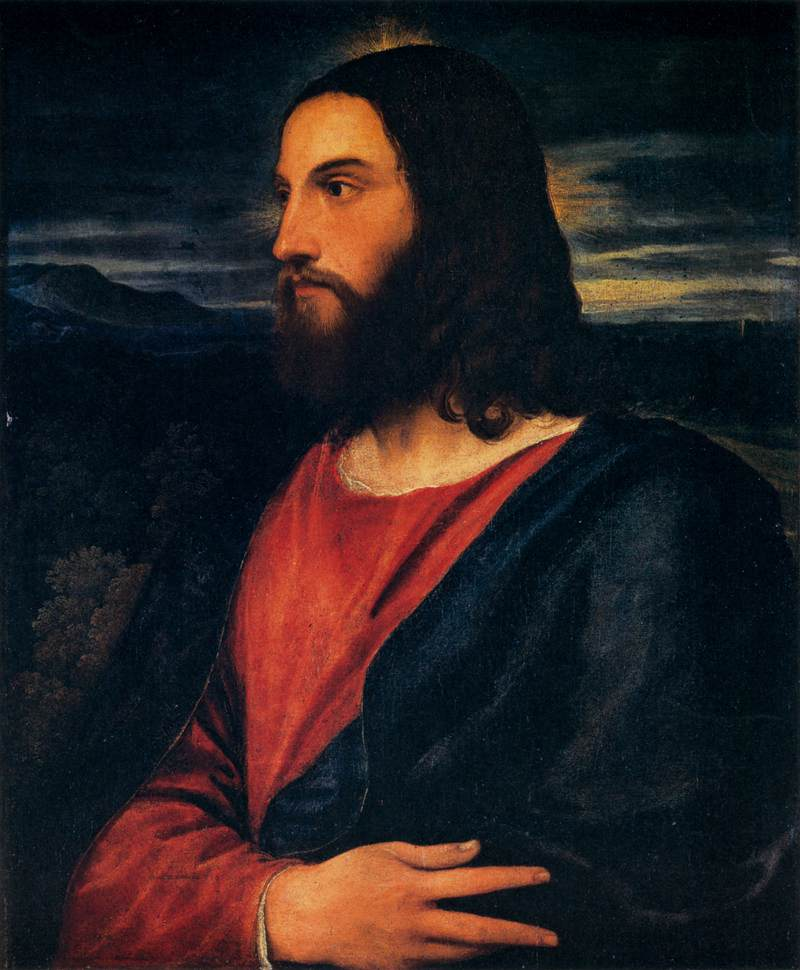
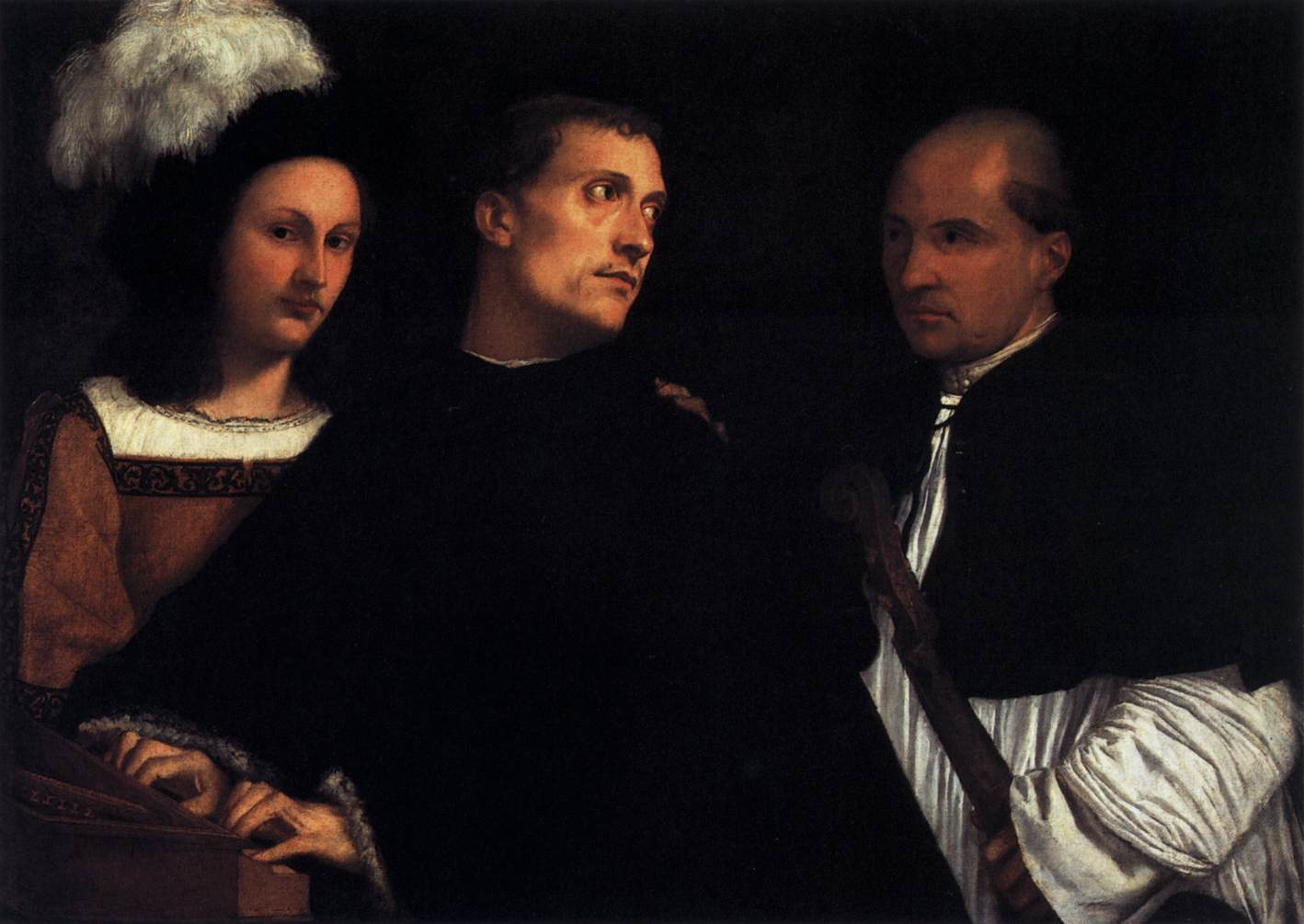
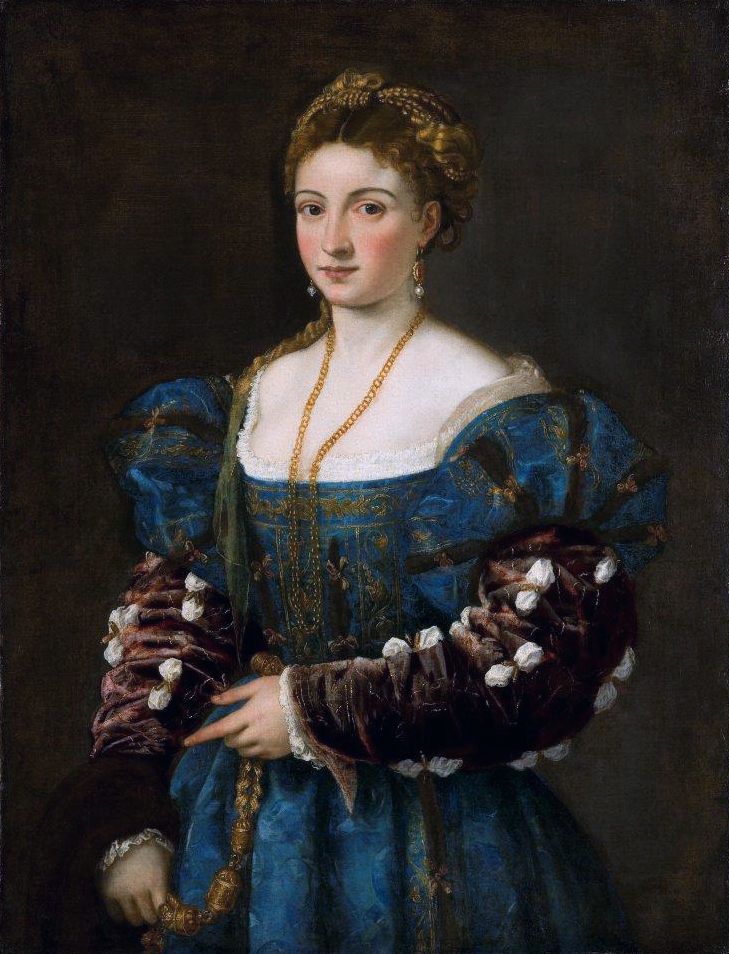
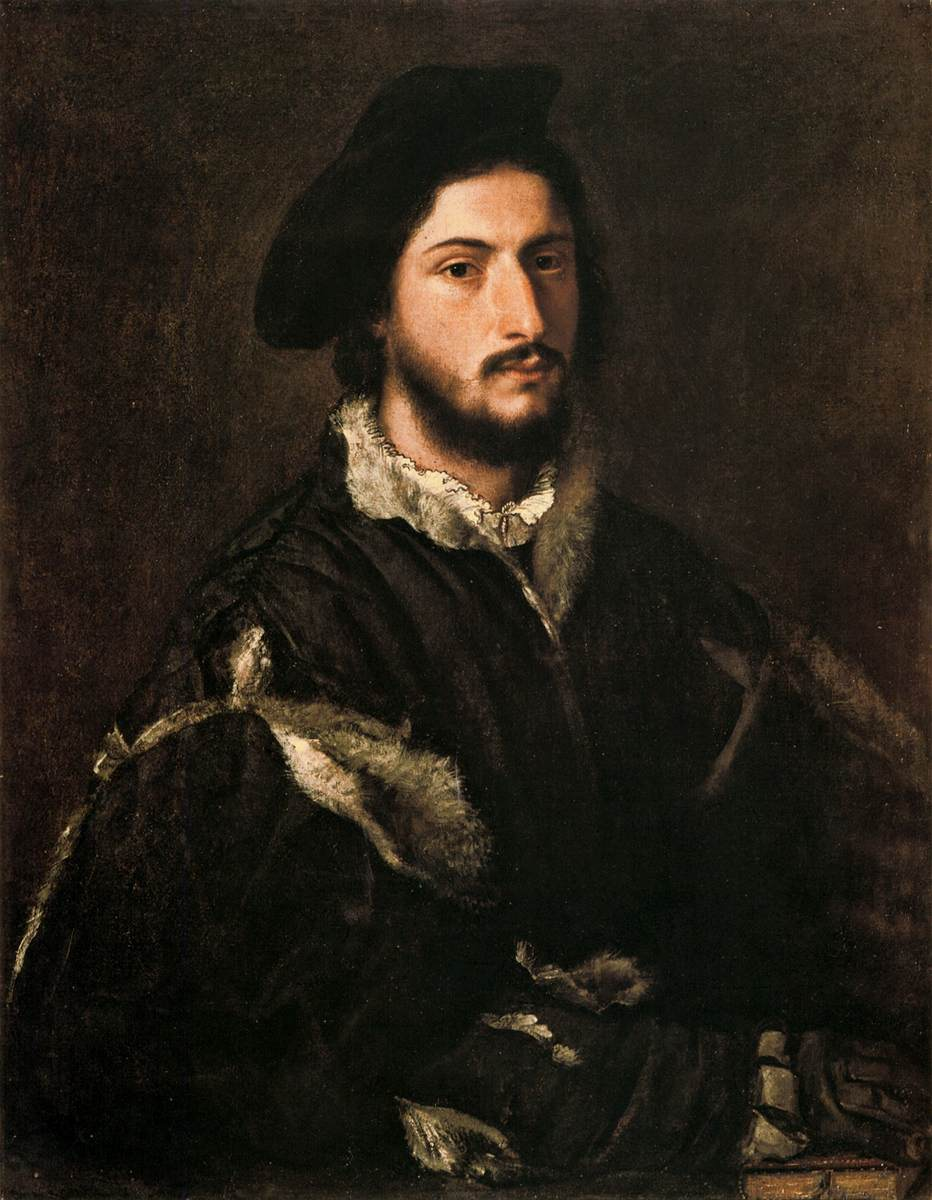
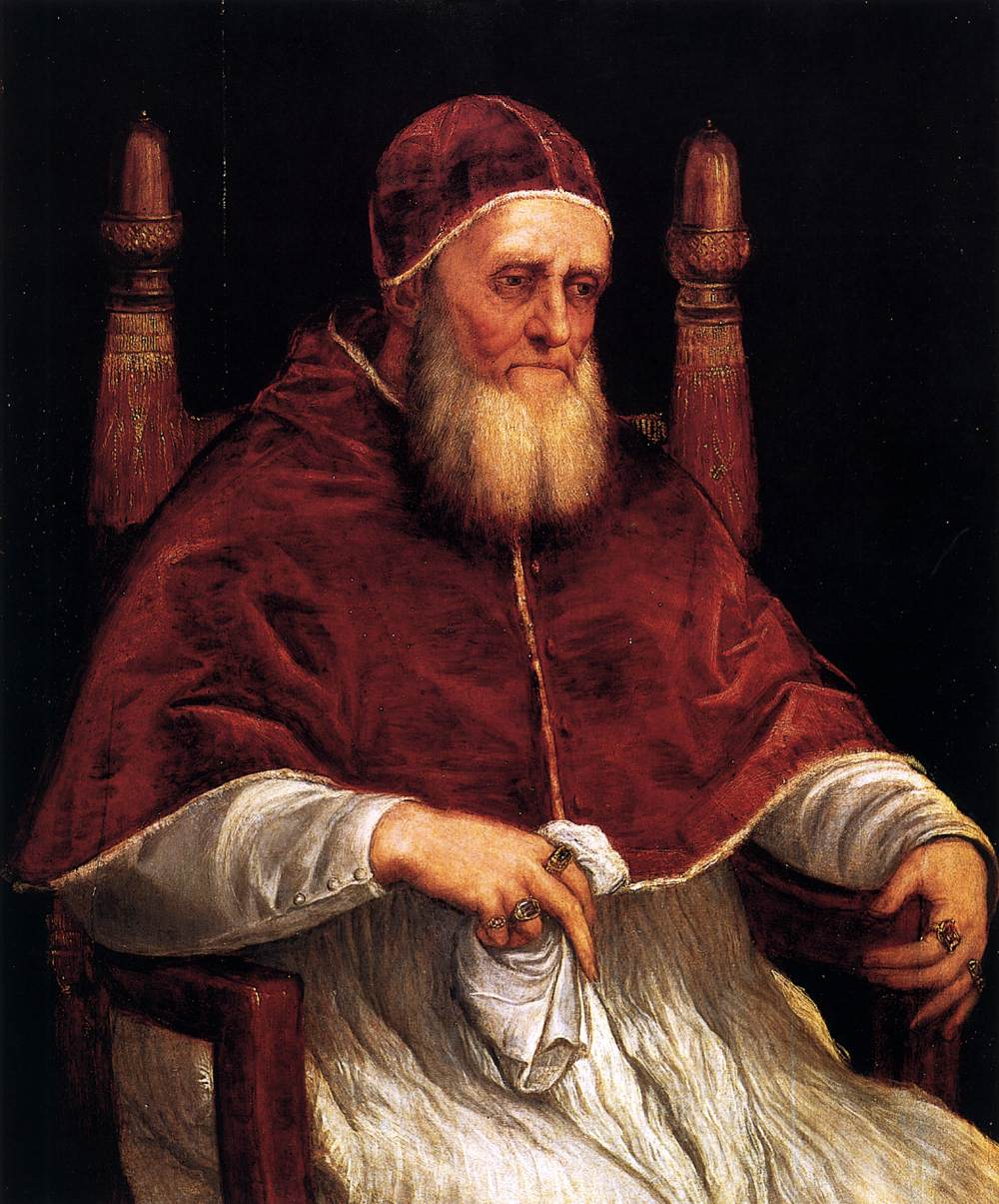
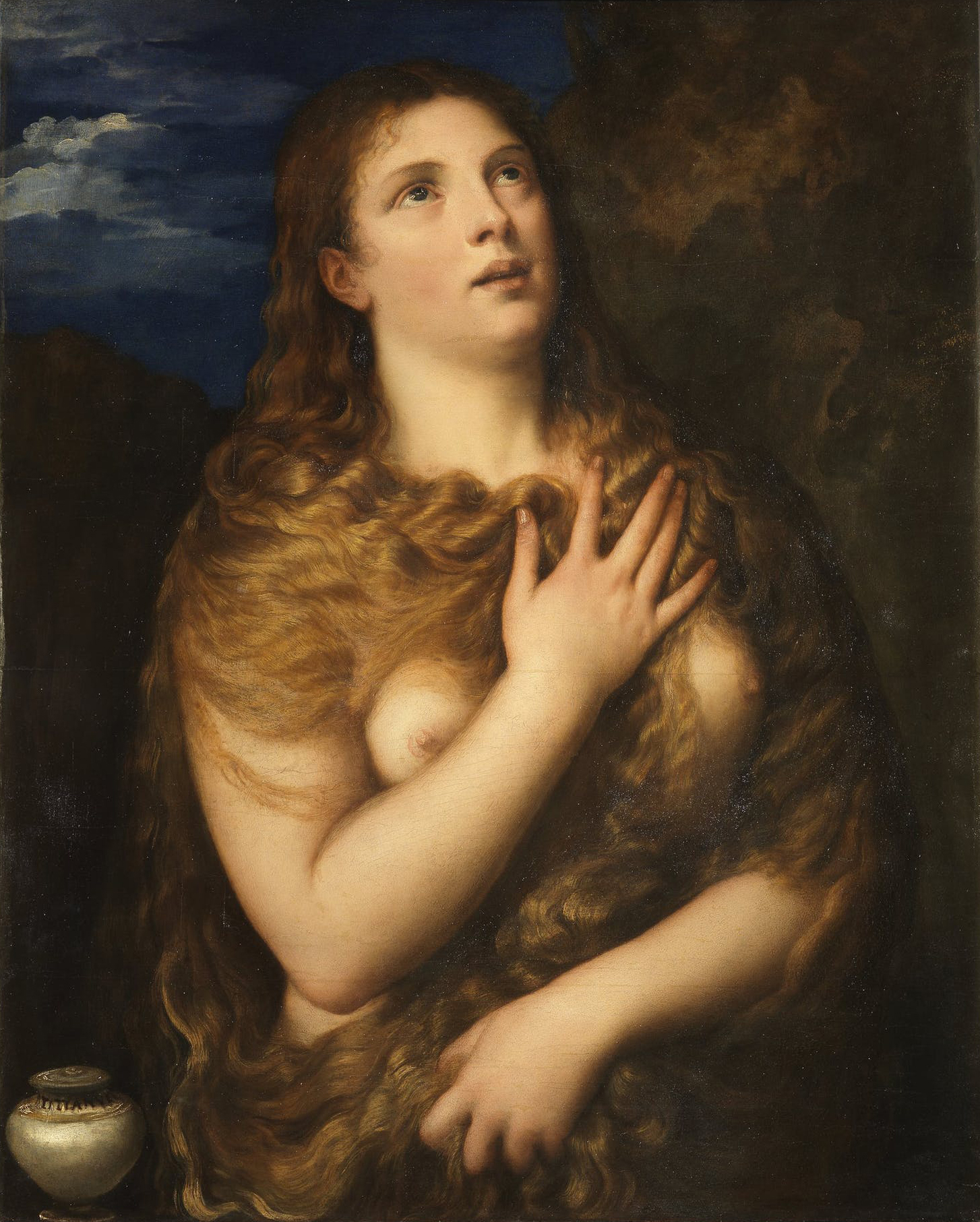
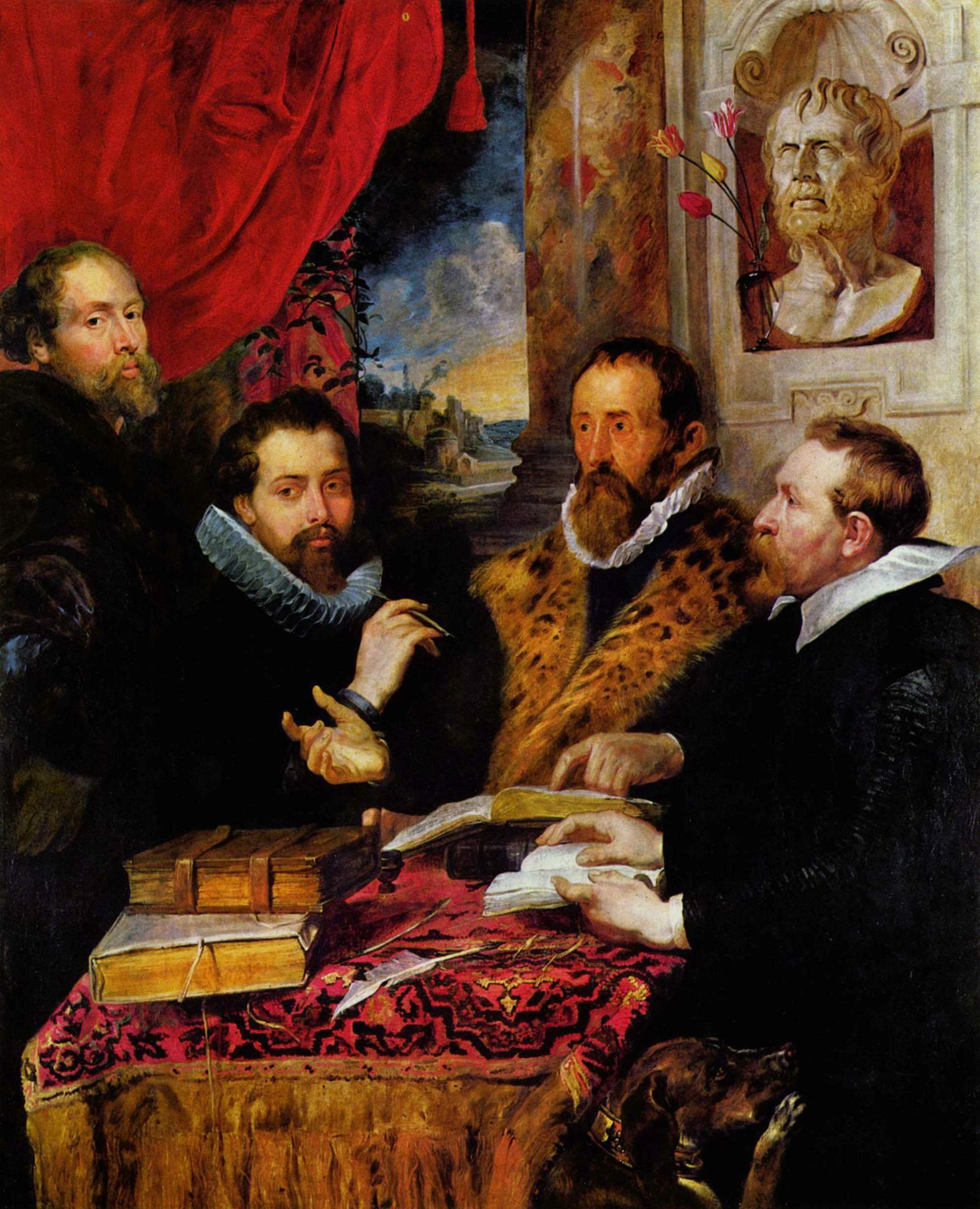
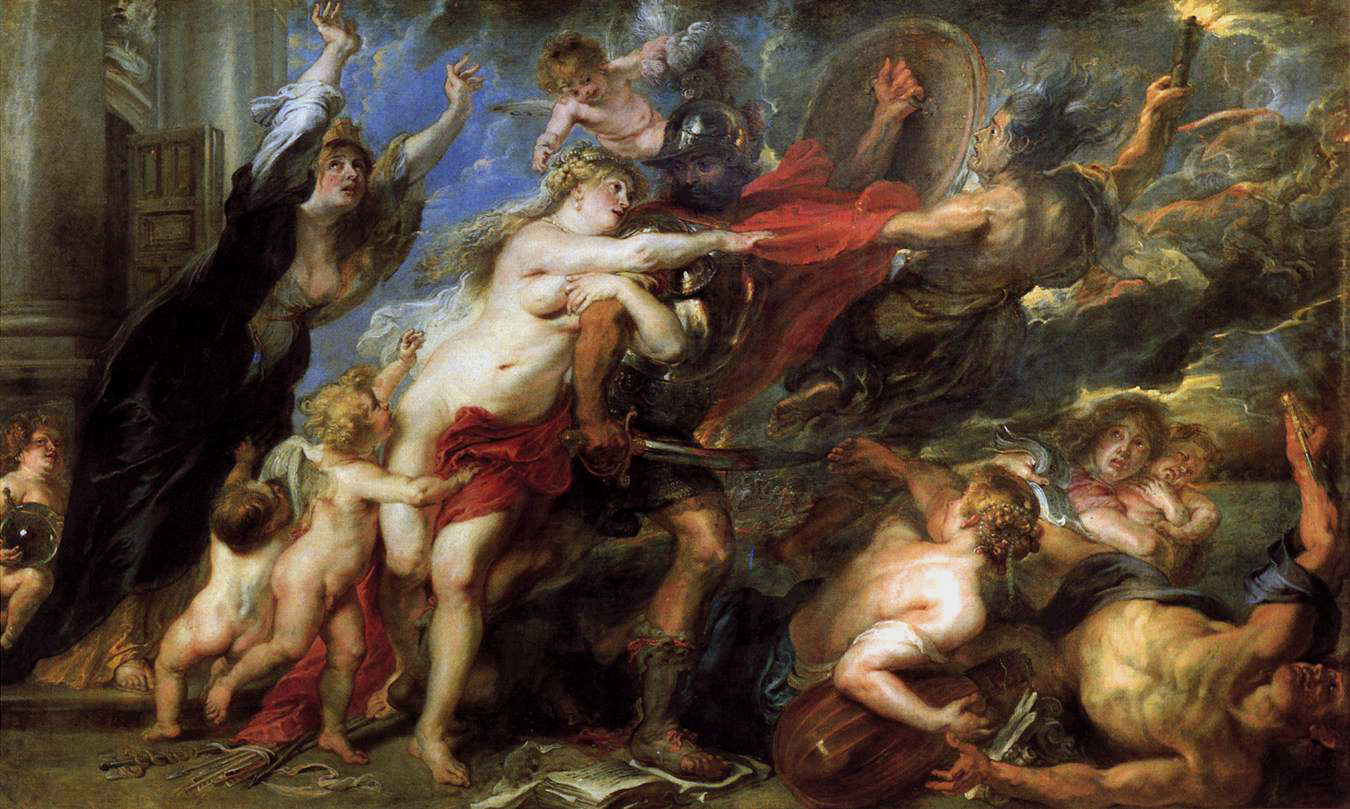
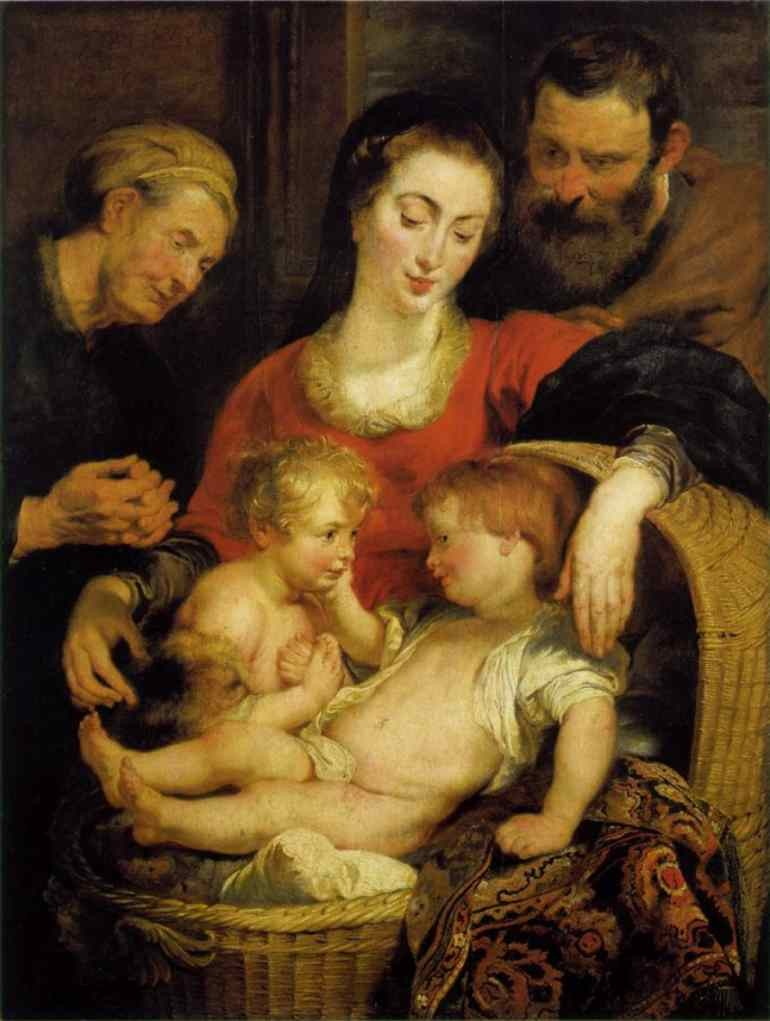
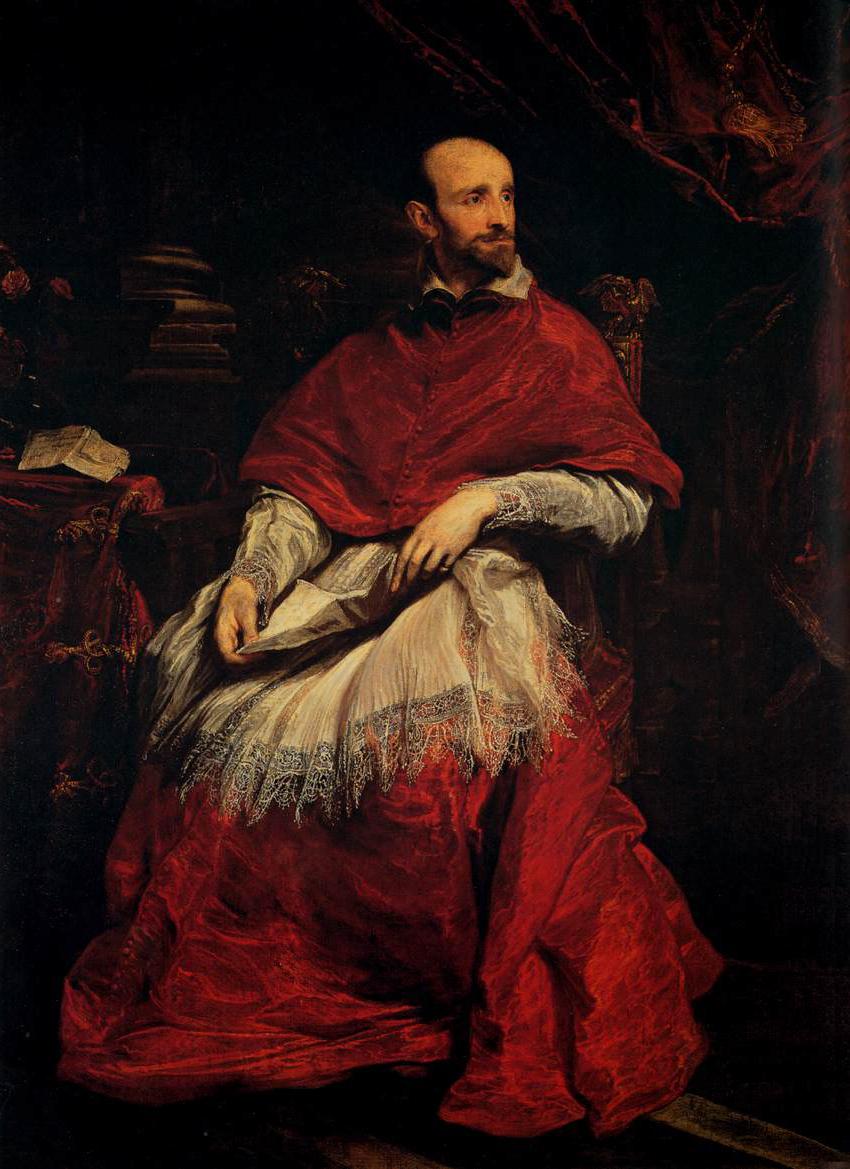
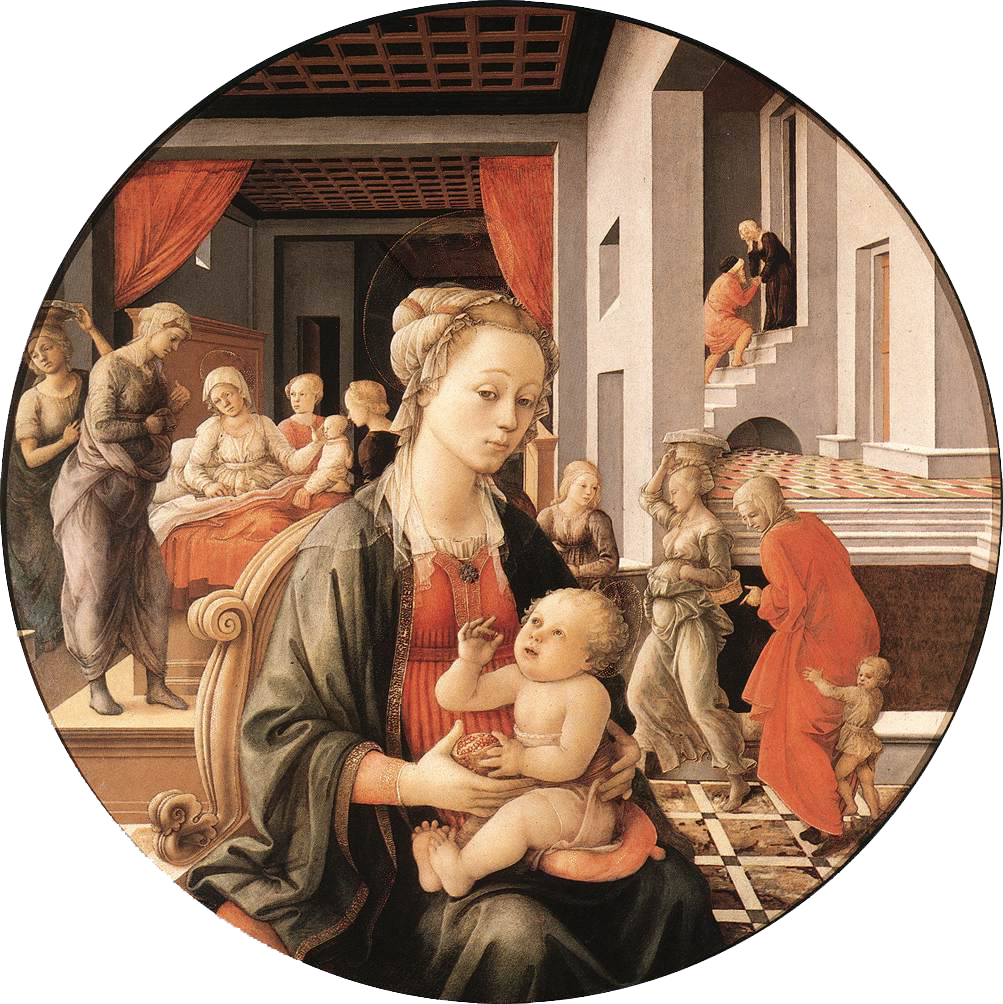
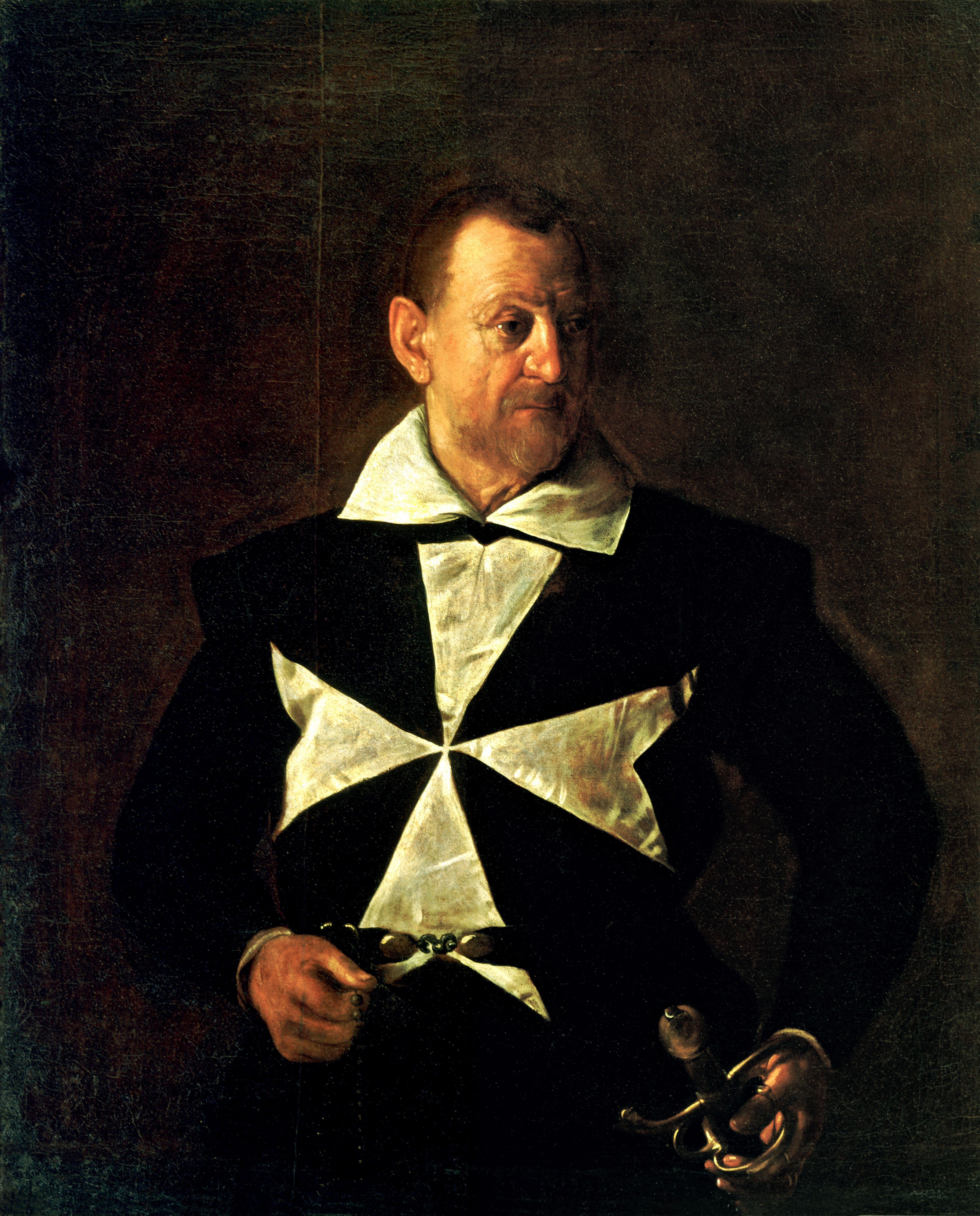
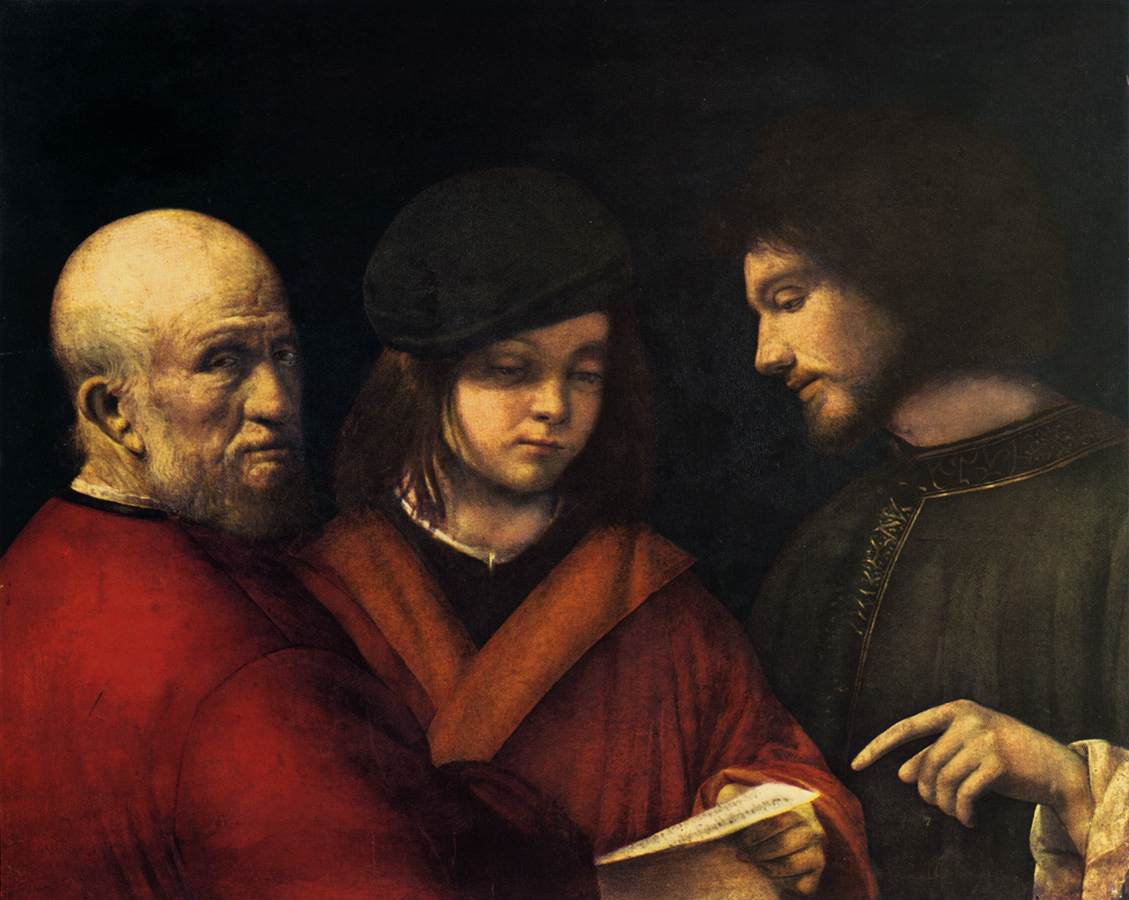
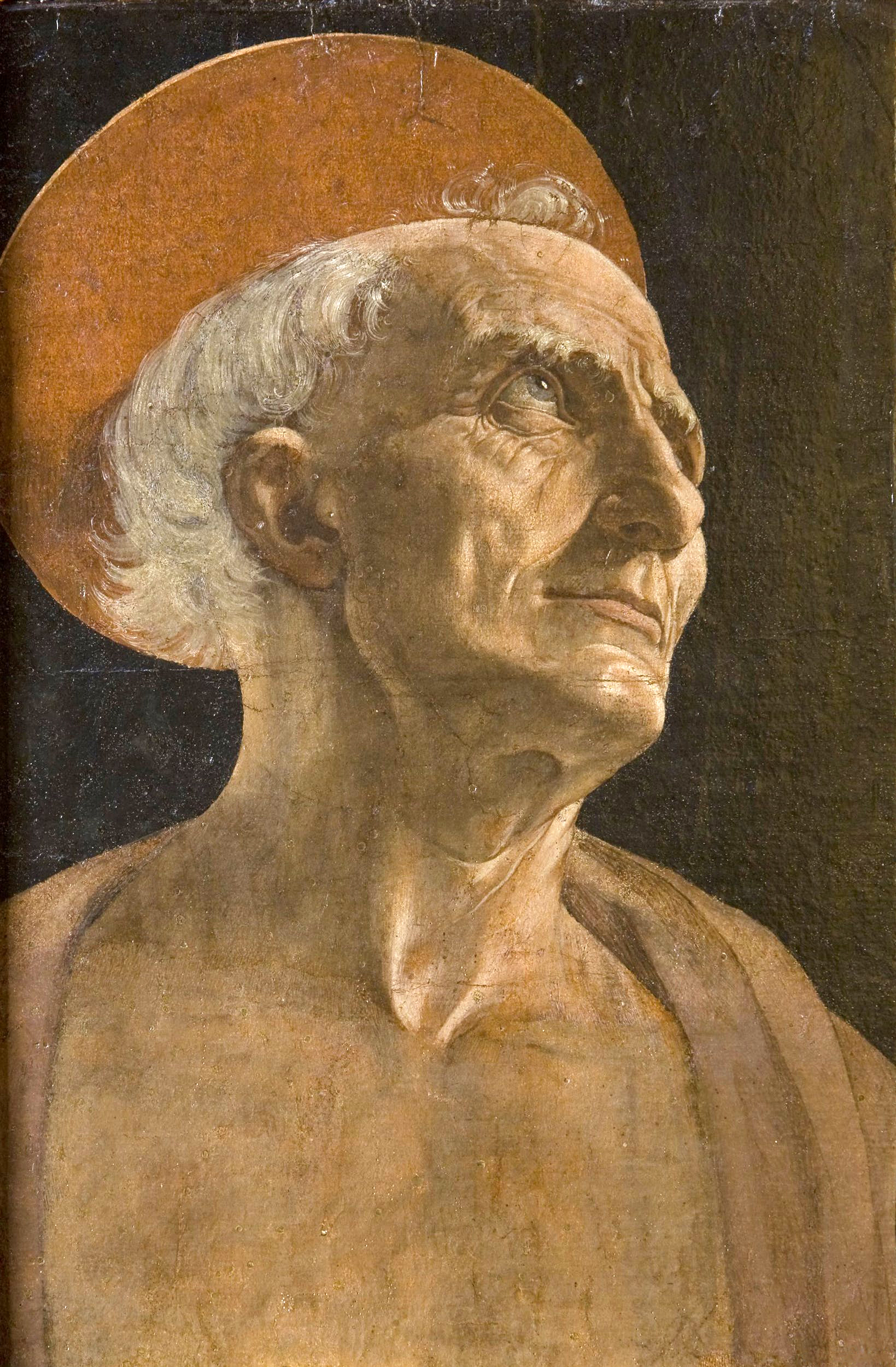
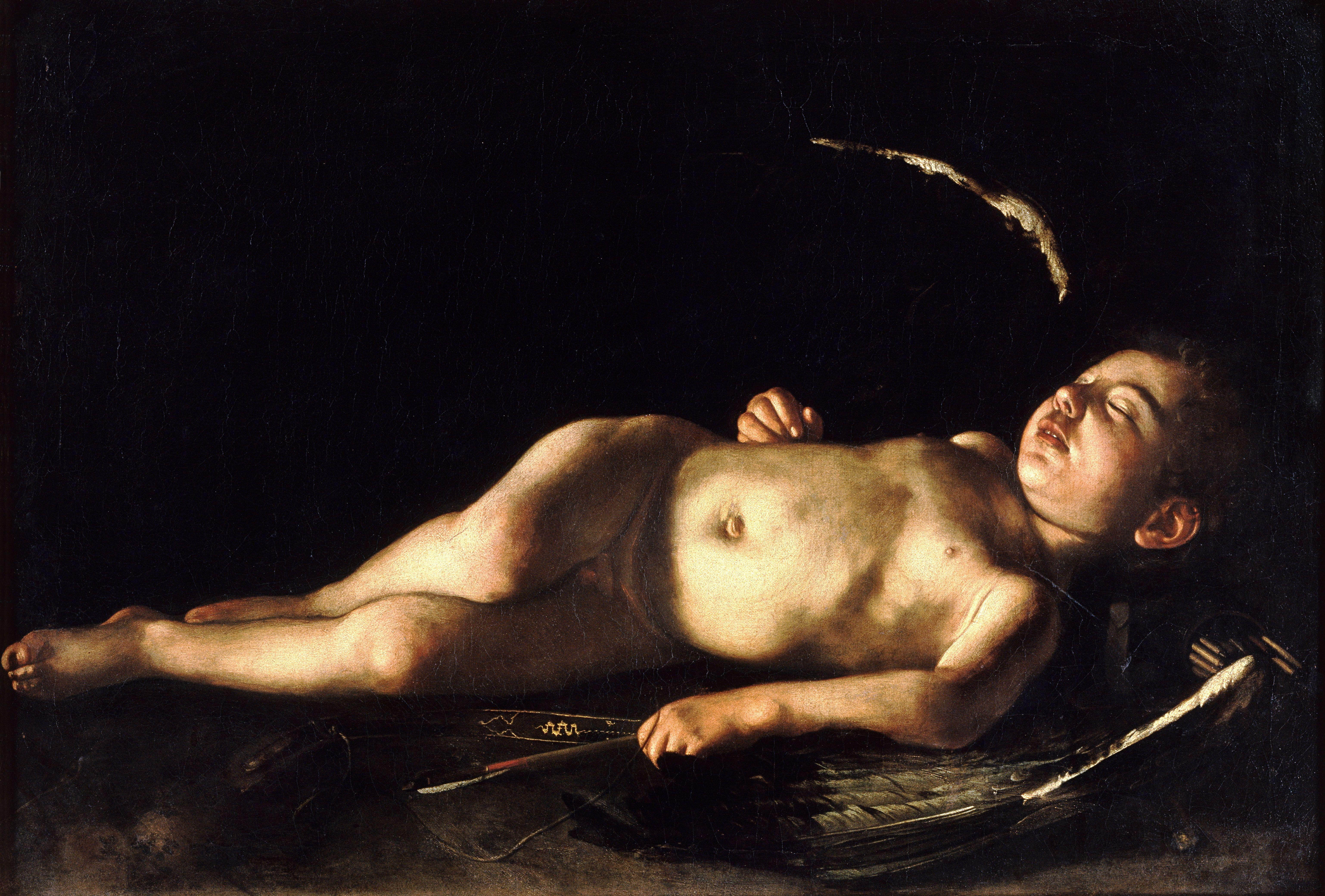
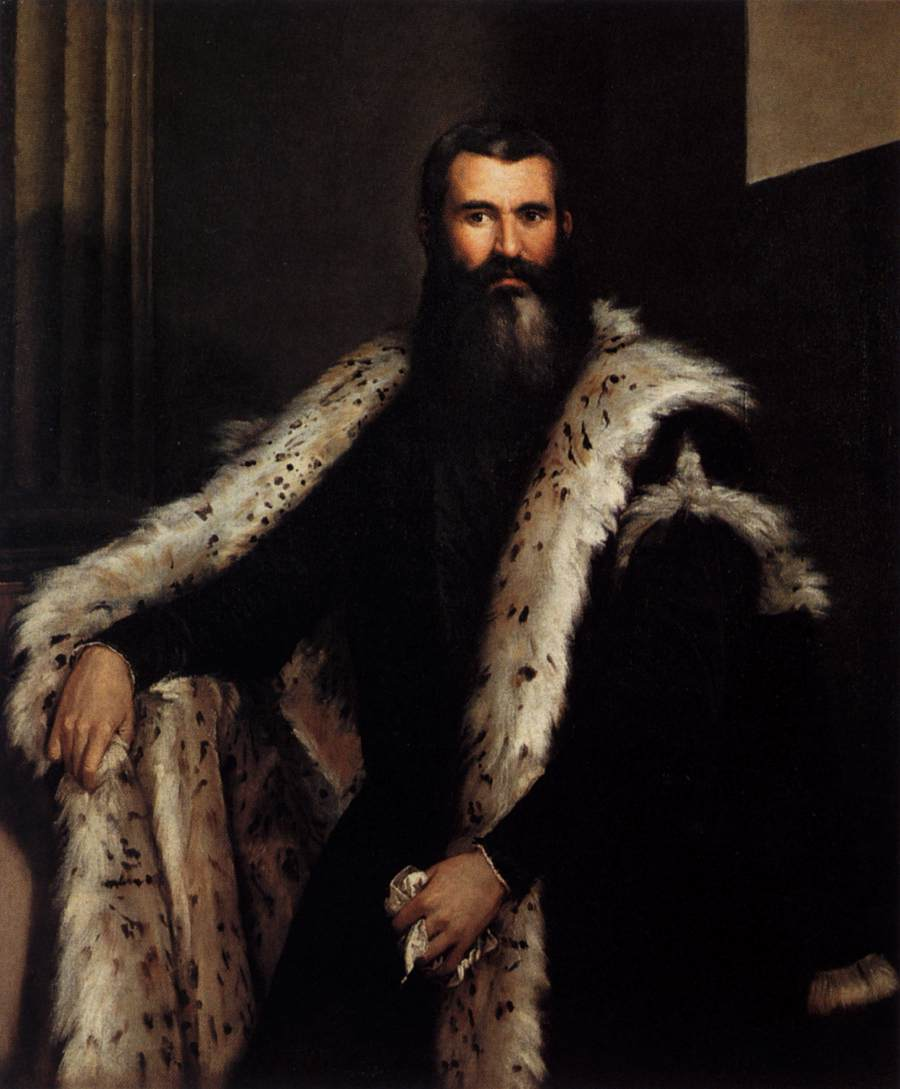
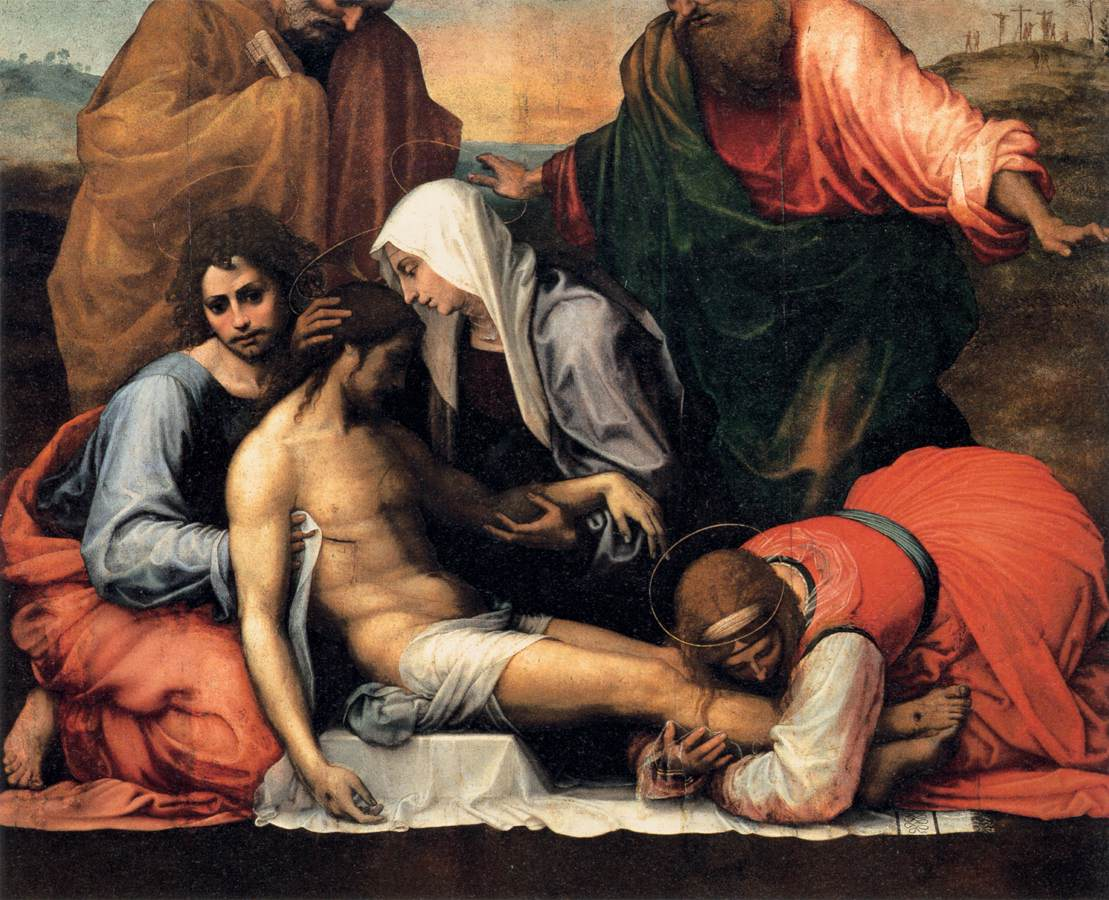
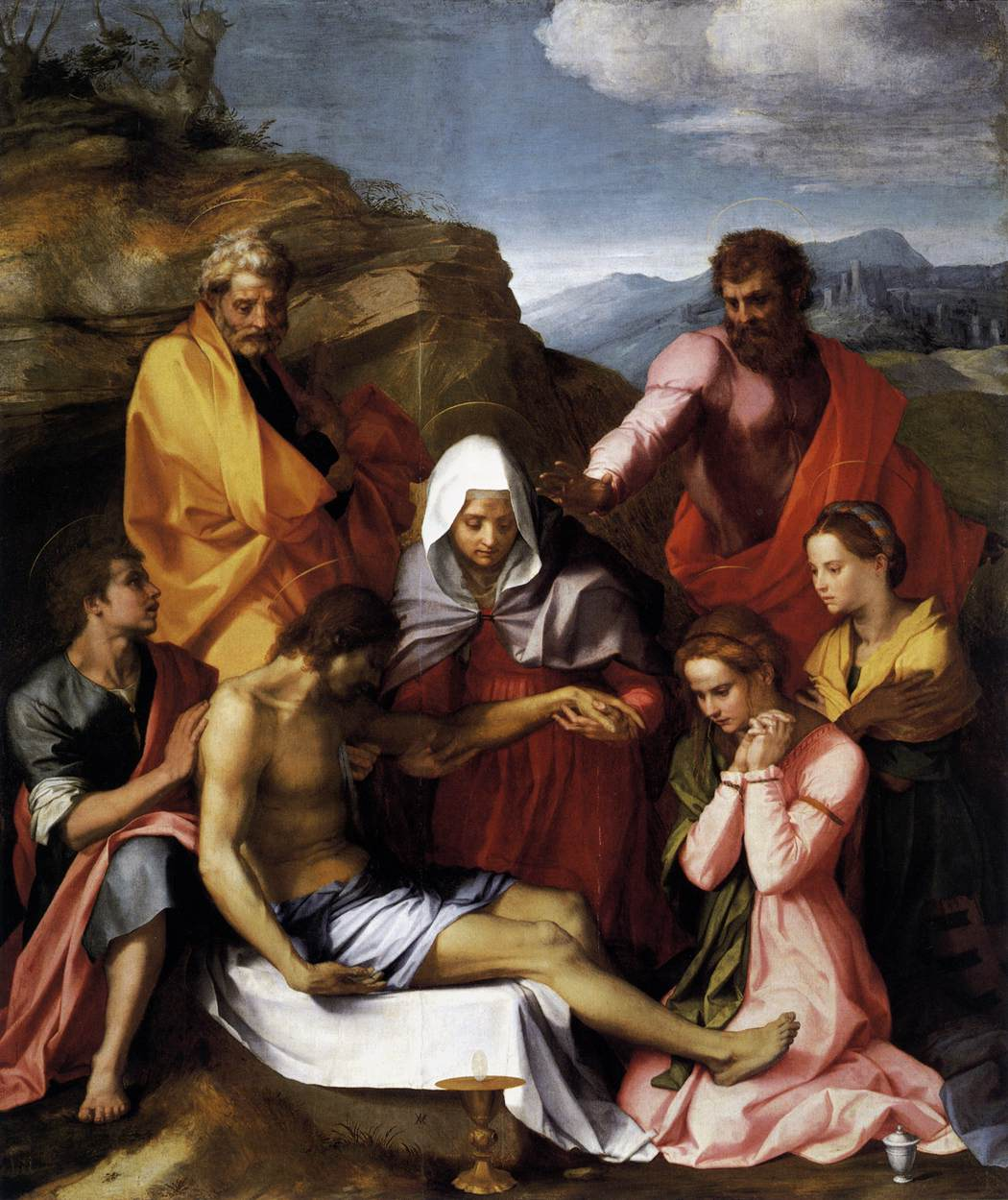

برخی آثار در موزه: